# Gemma Recoder Miralles
Gemma Recoder Miralles és la directora de SunMusic, l'empresa organitzadora del festival Canet Rock des de 2014. Abans havia cantat i havia fet doblatge d'anuncis. El 2025 fou inclosa a la llista Forbes de les 100 dones més influents de Catalunya.
Es casà amb l'empresari Fede Sardà, germà de Xavier i Rosa Maria Sardà, el 19 d'abril de 2025, després de més de 30 anys de relació.